# Changnienia
Changnienia – rodzaj roślin z rodziny storczykowatych (Orchidaceae). Obejmuje 2 gatunki występujące w Azji w północno-centralnych, południowo-centralnych i południowo-wschodnich Chinach.

## Systematyka
Rodzaj sklasyfikowany do plemienia Calypsoeae, podrodzina epidendronowe (Epidendroideae), rodzina storczykowate (Orchidaceae), rząd szparagowce (Asparagales) w obrębie roślin jednoliściennych.
Wykaz gatunków
- Changnienia amoena S.S.Chien
- Changnienia malipoensis D.H.Peng, Z.J.Liu & J.W.Zhai